# Etelverdo (filho de Alfredo)
Etelverdo (m. 920 ou 922) foi o filho mais novo do Rei Alfredo, o Grande, e Elesvita.
Ele nasceu por volta de 880.  Considerando que seu irmão, Eduardo e a irmã Elfrida foram criados e educados na corte, Etelverdo foi enviado para um tipo de escola (schola), onde aprendeu a ler e a escrever latim e inglês Antigo e foi instruído nas artes liberais " sob os cuidados atentos de professores, na companhia de toda a nobreza filhos nascidos de praticamente toda a área, e um bom número de menores de nascimento-". Tal educação teria começado numa idade precoce, antes do início da adolescência.

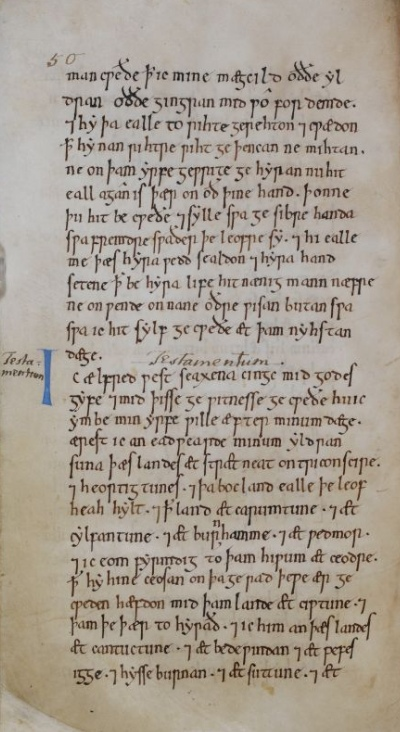
Testamento de Alfredo, o Grande, AD 873-888, concessão de terras a Etelverdo (cópia do século XI, British Library Stowe MS 944, ff. 29v–33r)

Através do patrocínio de Alfredo, Etelverdo tornou-se um rico proprietário de terras. No testamento de seu pai (AD 873 x 888), em que ele está sem nome, mas chamado de "filho mais novo" de Alfredo (þam gingran minan suna ), ele é o beneficiário de um grande número de propriedades em todo o sul da grã-Bretanha: Arreton (Ilha de Wight), Dean (i.e. Dean Oriental ou West Dean, West Sussex), Meom (i.e. Meom Oriental ou Meom Ocidental, Hampshire), Amesbury (Wiltshire), Dean (provavelmente West Dean, Wiltshire), Sturminster Marshall (Dorset), Yeovil (Somerset), Crewkerne (Somerset), Whitchurch Canonicorum (Dorset), Axmouth (Devon), Branscombe (Devon), Cullompton (Devon), Tiverton (Devon), Mylenburnan (provavelmente Gravar em Silverton, Devon), Exminster (Devon), Suðeswyrðe (possivelmente Lustleigh, Devon), Lifton (Devon) e as terras necessárias, isto é, todos as propriedades de seu pai  em Cornwall, exceto Triggshire.